# Coelichneumon chinicus
Coelichneumon chinicus là một loài tò vò trong họ Ichneumonidae.